# Cubocephalus thomsoni
Cubocephalus thomsoni là một loài tò vò trong họ Ichneumonidae.